# Kellee Stewart
Kellee Stewart (nascida em 31 de março de 1976) é uma atriz norte-americana.

## Biografia
Stewart nasceu e cresceu em Norristown, Pensilvânia e graduou-se em Norristown Area School District, no ano de 1993.[carece de fontes?] Stewart viveu na cidade de Nova Iorque antes de se mudar para Califórnia.[carece de fontes?]
Stewart apareceu em Law & Order: Special Victims Unit e Living with Fran, bem como no filme de 2005, Guess Who, juntamente com Zoë Saldaña.
De 2006 a 2010, Stewart interpretou Stephanie Lane na sitcom da TBS, My Boys. No filme, ela apareceu no Hot Tub Time Machine (2010). Mais tarde, ela estrelou em vários pilotos de comédia, como Middle Age Rage, da ABC, em 2013, e obteve um papel recorrente na série Witches of East End. Em 2014, ela foi escalada para outro piloto da ABC, Damaged Goods.

## Filmografia

### Filme
| Ano  | Título                       | Papel                 | Notas         |
| ---- | ---------------------------- | --------------------- | ------------- |
| 2000 | Let's Talk                   | Líder militante negra |               |
| 2003 | Cry Funny Happy              | Sophie                |               |
| 2003 | Deprivation                  |                       |               |
| 2005 | Guess Who                    | Keisha Jones          |               |
| 2005 | Monster-in-Law               | Garota maquiadora     | Não creditada |
| 2005 | Crazylove                    | Market Clerk          |               |
| 2007 | I'm Through with White Girls | J.C. Evans            |               |
| 2010 | Hot Tub Time Machine         | Courtney              |               |
| 2015 | Hot Tub Time Machine 2       | Courtney Agnew-Webber |               |